# ハバー (モンタナ州)
ハバー（Havre）は、アメリカ合衆国モンタナ州の都市。ヒル郡の郡庁所在地である。人口は9,362人（2020年）。小都市だがモンタナ州では十指に数えられる。カナダ＝アメリカ合衆国国境に近い。

## 歴史
1893年、町はグレート・ノーザン鉄道の大陸横断鉄道建設に合わせて設立され、設立と同時に法人化した。長年、農産物の集散地として機能した。

## 交通
ハバー駅にはアムトラックの長距離列車エンパイア・ビルダーが停車する。

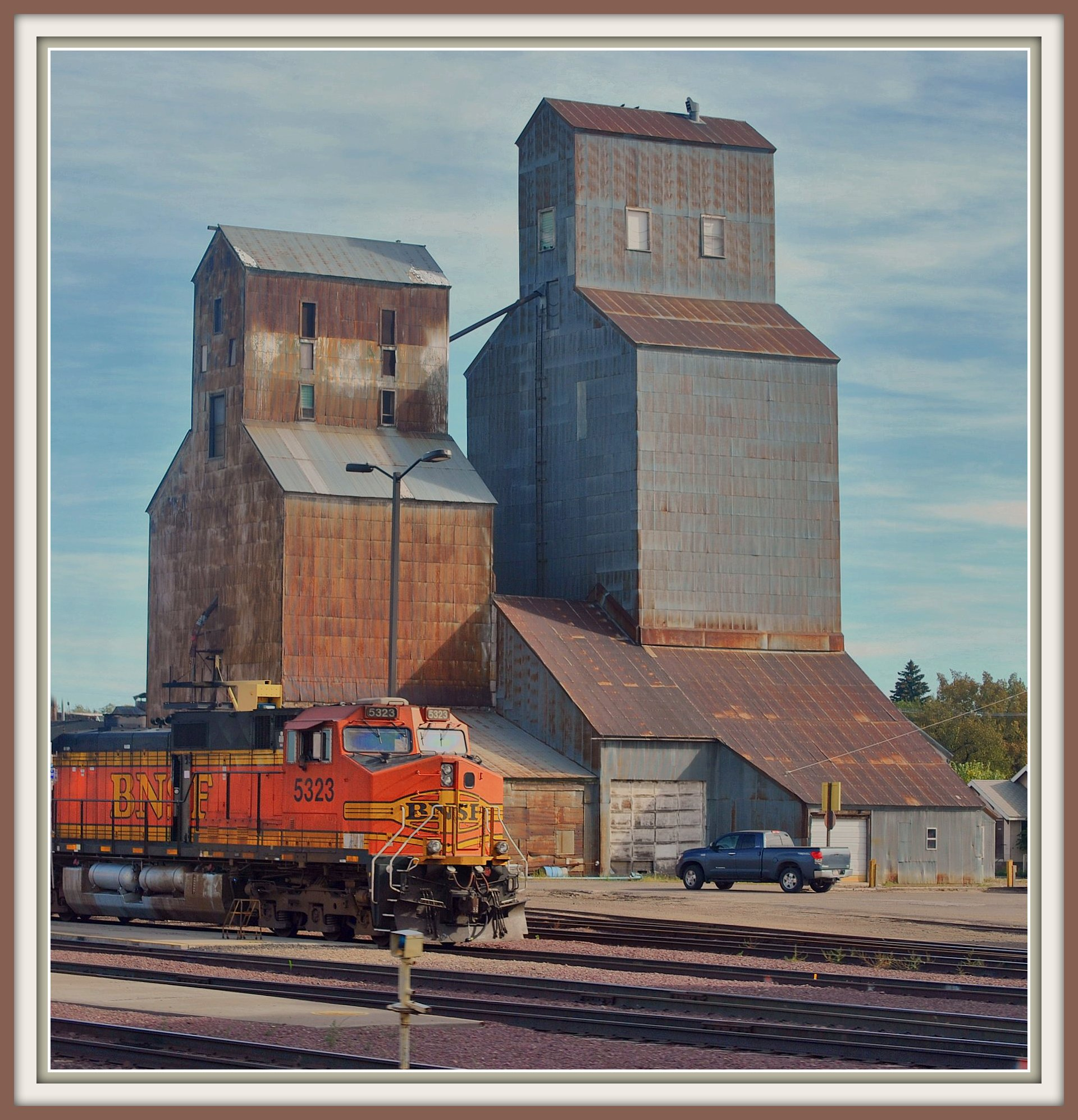
BNSF鉄道の機関車とカントリーエレベーター

町の幹線道路は国道2号線である。